# Johann Daniel Mylius

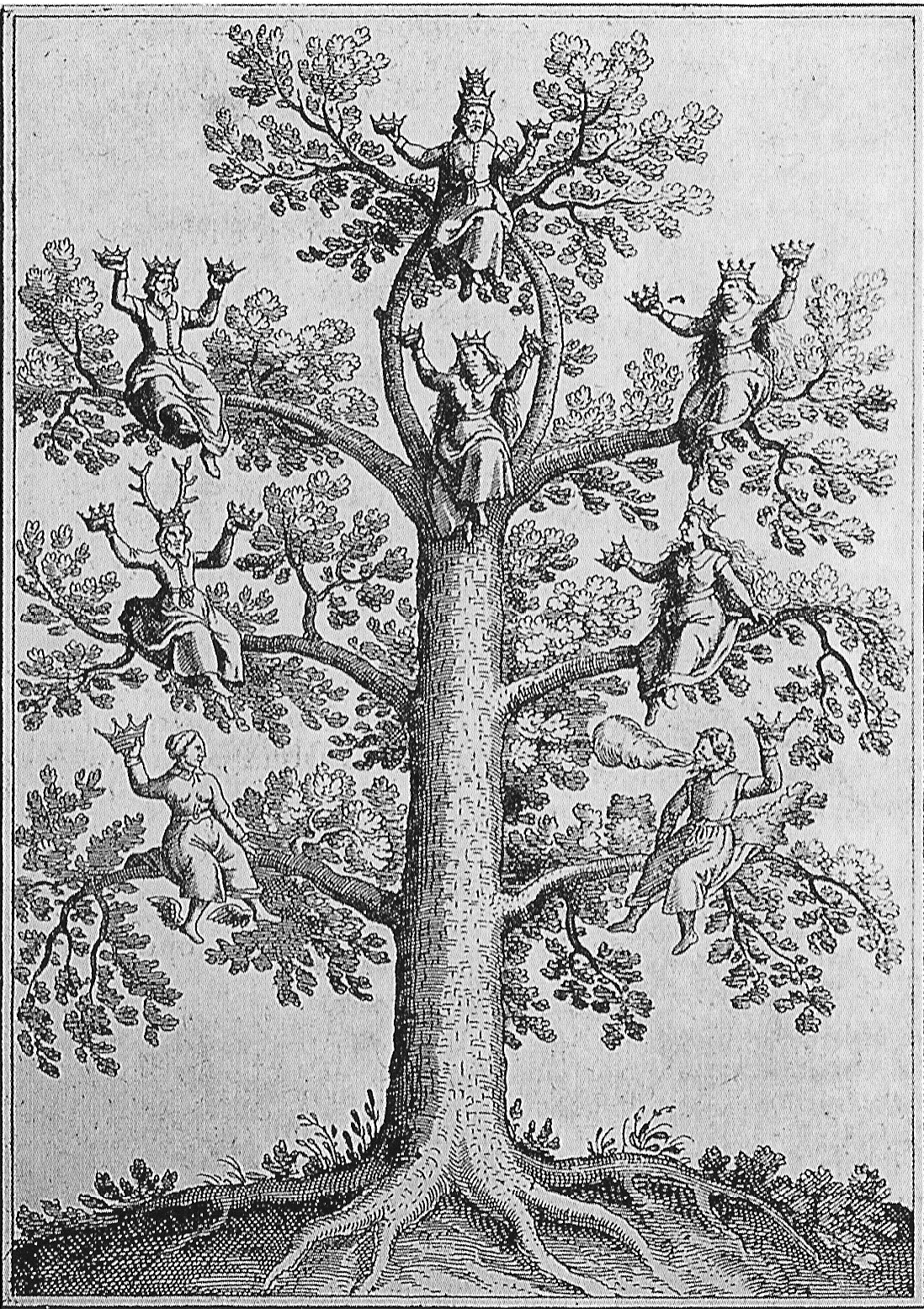
Illustração de Mylius 1628 Anatomia auri

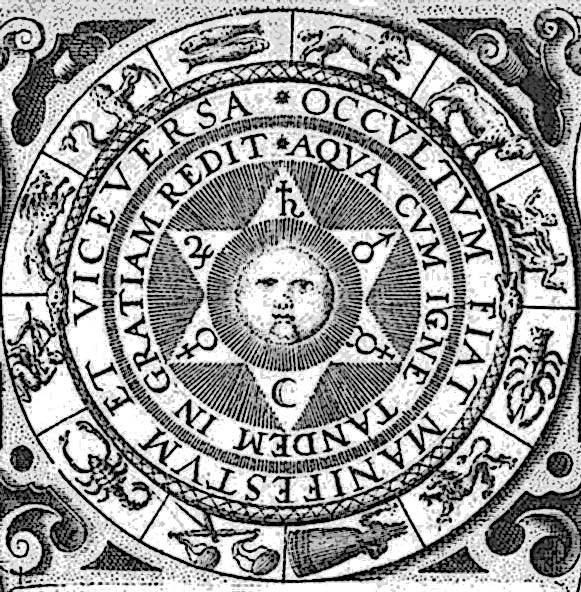
Ilustração de Mylius 1618 Opus medico-chymicum

Johann Daniel Mylius (ca. 1583  –  1642) foi um compositor do alaúde e escritor de alquimia. Nascido em Wetter na atual cidade de Hesse, na Alemanha, ele estudou teologia e medicina na Universidade de Marburgo. Ele era o cunhado e aluno de Johannes Hartmann (1568-1613). 

## Vida
Em 1616, quando ainda era estudante de medicina, Mylius publicou o Iatrochymicus de Duncan Burnet.  O trabalho alquímico de Mylius Opus medico-chymicum, de 1618, confereiu-lhe notoriedade e o tornou conhecido como alquimista. Já como músico, ele ficou conhecido pela coleção Thesaurus gratiarum (1622) de peças para alaúde  No mesmo ano, sua Philosophia Reformata foi publicada.  Mylius era o médico pessoal de Maurício I, conde de Hesse-Cassel e seus patronos incluíam Mauricio de Nassau e Frederico Henrique de Nassau, príncipes de Orange. Dentre seus trabalhos na área da medicina, sobressaem o Antidotarium, de 1620 e Anatomia auri de 1628, embora estes também contenham conteúdo alquímico.

## Obras
- Opus medico-chymicum. 1618.
- Antidotarium. 1620.
- Philosophia reformata. 1622.
- Anatomia auri. 1628.